# Dărăști-Ilfov
Dărăști-Ilfov è un comune della Romania di 2 567 abitanti, ubicato nel distretto di Ilfov, nella regione storica della Muntenia.

## Infrastrutture e trasporti
I trasporti pubblici del comune, ed in particolare il collegamento con autobus con Bucarest, sono stati oggetto negli anni passati di una rivolta dei pendolari.
Fino al luglio 2005 il collegamento era gestito dalla RATB, l'azienda pubblica che gestisce il trasporto urbano di superficie della capitale; l'azienda però abbandonò il collegamento con Dărăști, adducendone come motivo la scarsa redditività. Venne pertanto indetto un bando per l'assegnazione della linea ad una società privata, che venne data in concessione alla Atlassib, azienda nota soprattutto per i suoi collegamenti internazionali con autobus.
L'aumento consistente del costo dei biglietti provocò una sorta di rivolta dei passeggeri, sfociata anche in danneggiamenti dei mezzi e violenze nei confronti del personale dell'azienda, tanto che per un certo periodo gli autobus e le fermate vennero presidiati da forze di sicurezza sia pubbliche che private. Dopo che le proteste avevano causato alla Atlassib danni valutati in circa 200.000 Nuovi Lei (circa 65.000 Euro), un ulteriore aumento delle tariffe, che i viaggiatori valutavano giustificato dalla volontà di recuperare i danni subiti, fece ancora inasprire le proteste fino a far prevedere la totale cessazione del collegamento con la capitale.
Ad evitare ulteriori problemi sociali e di ordine pubblico, il servizio venne ripreso dalla RATB nel 2006.